# Once More with Feeling: Singles 1996-2004
Once More with Feeling è la prima raccolta del gruppo musicale britannico Placebo, pubblicata il 30 novembre 2004.

## Descrizione
La raccolta comprende, oltre ai singoli pubblicati dal gruppo nel corso della sua carriera sino ad allora, anche tre tracce inedite: Protège-moi (versione in francese del brano Protect Me from What I Want), Twenty Years e I Do. I singoli vanno da 36 Degrees a Twenty Years e Protège-moi, ma l'album non contiene al suo interno il singolo di Come Home, primo vero e proprio video pubblicato dai Placebo. Brian Molko, frontman della band, ha dichiarato che la decisione di voler estromettere il singolo di Come Home dalla raccolta sia dovuta alla vergogna che i tre musicisti provano nei confronti del video. L'album ha debuttato nelle classifiche inglesi entrando direttamente al quinto posto. Oltre al successo di Twenty Years trovano spazio anche altri pezzi noti come Every Me Every You, oppure Special K, che nella loro diversità sintetizzano la capacità del gruppo londinese di spaziare attraverso diversi generi.

## Tracce
1. 36 Degrees - 3:07 (1996)
2. Teenage Angst - 2:40 (1996)
3. Nancy Boy (Radio Edit) - 3:19 (1997)
4. Bruise Pristine - 3:36 (1997)
5. Pure Morning (Single Edit) - 3:59 (1998)
6. You Don't Care About Us - 4:01 (1998)
7. Every You Every Me (Single Mix) - 3:34 (1999)
8. Without You I'm Nothing (Single Mix) (featuring David Bowie) - 4:14 (1999)
9. Taste in Men (Radio Edit) - 3:59 (2000)
10. Slave to the Wage (Radio Edit) - 3:46 (2000)
11. Special K - 3:50 (2000)
12. Black-Eyed - 3:44 (2001)
13. The Bitter End - 3:11 (2003)
14. This Picture - 3:35 (2003)
15. Special Needs (Edit) - 3:29 (2003)
16. English Summer Rain (Single Version) - 3:10 (2004)
17. Protège-moi - 3:14 (inedito)
18. I Do - 2:27 (inedito)
19. Twenty Years - 4:19 (inedito)

Traccia bonus nell'edizione giapponese
1. Where Is My Mind? (XFM Live Version)

CD bonus nell'edizione limitata
1. Special K (Timo Maas Remix)
2. 'Without you I'm Nothing (Unkle Remix)
3. Every You Every Me (Infected by the Sourge of the Earth Mix)
4. Protège-Moi (M83 Remix)
5. Slave to the Wage (I Can't Believe It's a Remix)
6. Pure Morning (Les Rythmes Digitales Remix)
7. Taste in Men (Alpinestars Kamikaze Skimix)
8. Black-Eyed (Placebo vs. Le Vibrator Mix)
9. English Summer Rain (Freelance Hellraiser Remix)
10. This Picture (Junior Sanchez Remix)